# Ketsjer
En ketsjer er det redskab der benyttes i sportsgrene som f.eks. tennis, squash og badminton.
Ketsjeren består af en oval ramme der munder ud i et greb. Den er fremstillet i et let og stærkt materiale, oprindeligt træ, i dag ofte aluminium eller kulfiber. Den ovale del er beklædt med strenge, som opfylder to formål. For det første er det muligt at ramme bolden/fjerbolden, og for det andet kan luften hvisle igennem idet man slår, hvilket mindsker luftmodstanden betragteligt. Det giver ketsjeren den fordel, frem for f.eks. et bordtennisbat, at man kan lægge langt mere kraft i slaget og dermed i det objekt, man slår efter.
- Wikimedia Commons har flere filer relateret til Ketsjer

| Sport | Spire Denne artikel om sport er en spire som bør udbygges. Du er velkommen til at hjælpe Wikipedia ved at udvide den. |